# Platymantis cornutus
Platymantis cornutus är en groddjursart som först beskrevs av Taylor 1922.  Platymantis cornutus ingår i släktet Platymantis och familjen Ceratobatrachidae. IUCN kategoriserar arten globalt som sårbar. Inga underarter finns listade i Catalogue of Life.